# Gorgonisis elyakovi
Gorgonisis elyakovi är en korallart som beskrevs av Philip Alderslade 1998. Gorgonisis elyakovi ingår i släktet Gorgonisis och familjen Isididae. Inga underarter finns listade i Catalogue of Life.